# Llanymynech and Pant
Llanymynech and Pant är en civil parish i Storbritannien.   Den ligger i grevskapet Shropshire i riksdelen England, i den södra delen av landet, 240 km nordväst om huvudstaden London.